# Möbius science fiction könyvek
Möbius science fiction könyvek
SF könyvsorozat, az N&N kiadó gondozásában jelentek meg a kötetek, 1995 és 2003 között.
| Szerző(k)                      | Cím                                       | Kiadás dátuma |
| ------------------------------ | ----------------------------------------- | ------------- |
| Terry Bisson                   | Johnny Mnemonic                           | 1995          |
| Elizabeth Hand                 | 12 majom                                  | 1996          |
| Diane Carey                    | Star Trek – Kísértethajó                  | 1996          |
| Robert Sheckley                | Aliens – A halál árnyékában               | 1996          |
| Douglas Adams                  | Viszlát, és kösz a halakat!               | 1997          |
|                                | Fényévek: Science fiction antológia       | 1997          |
| Gene DeWeese                   | Star Trek – A béke őrei                   | 1997          |
| Sandy Schofield                | Aliens – Halálcsapda                      | 1997          |
| Robert A. Heinlein             | Starship Troopers – Csillagközi invázió   | 1998          |
| Carmen Carter                  | Star Trek – Hamlin gyermekei              | 1998          |
| Vonda McIntyre                 | Star Trek – Khan haragja                  | 1998          |
| Douglas Adams                  | Jobbára ártalmatlan                       | 1998          |
| K. W. Jeter                    | Szárnyas fejvadász 2. – Az emberi tényező | 1998          |
|                                | Fényévek 2: Science fiction antológia     | 1998          |
| Joan D. Vinge                  | Lost in space – Az űr Robinsonjai         | 1998          |
| Buzz Aldrin – John Barnes      | A csillagok fiai I                        | 1999          |
| Buzz Aldrin – John Barnes      | A csillagok fiai II                       | 1999          |
| William Gibson                 | Idoru                                     | 1999          |
| Arthur C. Clarke               | 3001. Végső űrodisszeia                   | 1999          |
| Douglas Adams                  | Viszlát, és kösz a halakat! (2. kiadás)   | 1999          |
|                                | Az idő hídján: Science fiction antológia  | 2000          |
| Douglas Adams                  | A lélek hosszú, sötét teadélutánja        | 2000          |
| Wizner Vég Balázs / Gene Wolfe | A pilóta / Halálsziget                    | 2000          |
| Douglas Adams                  | Jobbára ártalmatlan (2. kiadás)           | 2000          |
| Frederik Pohl                  | Reklámhadjárat                            | 2001          |
| Kim Stanley Robinson           | Vörös Mars I                              | 2001          |
| Kim Stanley Robinson           | Vörös Mars II                             | 2001          |
| Stanisław Lem                  | Béke a Földön                             | 2003          |